# Treinta
El treinta (30) es el número natural que sigue al veintinueve y precede al treinta y uno.

## Propiedades matemáticas
- El 30 es un número compuesto, que tiene los siguientes factores propios: 1, 2, 3, 5, 6, 10 y 15. Como la suma de sus factores es 42 > 30, se trata de un número abundante.
- Treinta es un primorial porque es el producto de los tres primeros números primos: 30 = 2 · 3 · 5. También es un número esfénico, un número de Harshad, el número de Giuga más pequeño y el cuarto número piramidal cuadrado.
- Un polígono de treinta lados se llama triacontágono'.
- El icosaedro y el dodecaedro son sólidos platónicos con 30 aristas.
- Es un número de Harshad.
- Es un número semiperfecto.
- Número libre de cuadrados.
- Es un número oblongo hecho a partir de 5 y su siguiente número, es decir, 5 · (5 + 1).